# الشحن الكهرومغناطيسي

اللفة الأساسية في الشاحن تُولِّد تيارًا في اللفة الثانوية في الجهاز الذي يتم شحنه.

الشحن الكهرومغناطيسي (المعروف أيضًا باسم الشحن اللاسلكي أو الشحن بدون أسلاك) هو نوع من نقل الطاقة الكهربائية اللاسلكية.يستخدم التحفيز الكهرومغناطيسي لتوفير الكهرباء للأجهزة المحمولة.الشحن الكهرومغناطيسي يُستخدم أيضًا في المركبات وأدوات الطاقة وفرشاة الأسنان الكهربائية والأجهزة الطبية.يمكن وضع الأجهزة المحمولة بالقرب من محطة الشحن أو لوحة الشحن الكهرومغناطيسية دون الحاجة إلى محاذاة دقيقة أو إجراء اتصال كهربائي مع منصة أو قابس.
يُطلق على الشحن الكهرومغناطيسي هذا الاسم لأنه ينقل الطاقة من خلال الإقتران الكهرومغناطيسي.أولاً، يمر التيار المتردد من خلال لفة التحفيز في محطة الشحن أو لوحة الشحن.الشحنة الكهربائية المتحركة تُكوِّن مجالًا مغناطيسيًّا، والذي يتقلب في قوته نتيجة تذبذب مستوى التيار الكهربائي.هذا المجال المغناطيسي المتغير يُنشئ تيارًا كهربائيًّا مترددًا في لفة التحفيز في الجهاز المحمول، والذي بدوره يمر من خلال جهاز تقويمي لكي يتم تحويله إلى تيار مستمر.أخيرًا، تشحن البطارية بالتيار المستمر أو يتم توفير الطاقة للعمل.
يمكن تحقيق مسافات أكبر بين لفتي الإرسال والاستقبال عندما يستخدم نظام الشحن الكهرومغناطيسي اقتران التحفيز الرنان، حيث يتم إضافة مكثف إلى كل لفة تحفيز لإنشاء دائرتي LC مع تردد الرنين المحدد.يتم مطابقة تردد التيار المتردد مع تردد الرنين، ويتم اختيار التردد اعتمادًا على المسافة المرغوبة لتحقيق أقصى كفاءة.جرت آخر تحديثات على هذا النظام الريناني التي تتضمن استخدام لفة إرسال قابلة للحركة (أي مثبتة على منصة رفع أو ذراع) واستخدام مواد أخرى للفة الاستقبال مثل النحاس المطلي بالفضة أو في بعض الأحيان الألومنيوم لتقليل الوزن وتقليل المقاومة بسبب تأثير الجلد.